# Marie Gabryšová
Prof. nadzw. Dr Ing. Marie Gabryšová (w polskich tekstach występuje także jako Maria Gabrysowa lub Gabryśová) (ur. 9 listopada 1949) – czeska ekonomistka. 
Ukończyła studia na Uniwersytecie Ekonomicznym w Pradze. Doktorat uzyskała w Krakowie w 1999 roku.
Zajmuje się marketingiem i gospodarką Polski. Była wykładowcą na Wydziale Biznesu i Handlu Uniwersytetu Śląskiego w Karwinie. Działała również jako ekspert międzynarodowy Polskiej Komisji Akredytacyjnej.